# Pinkoi
Pinkoi（ピンコイ）は、2011年に台湾（台北）で設立されたデザインプロダクトを販売、購入できる海外通販サイトである。創立者は、Peter Yen（顔君庭）、Maibelle Lin（林怡君）、Mike Lee（李讓）の3名。
2014年に日本でのサービスをスタートし、2015年10月、Sequoia Capitalから900万ドルの資金調達を受けた。同年、iOS、Androidのアプリをリリースし、現在、英語、繁体字版中国語、簡体字版中国語、日本語、タイ語の5言語に対応している。12通貨および各国の決済方法に対応しており、世界77カ国で取引実績がある。また、サイト内の商品および取引の質を高く保つために、販売者には審査を実施しており、審査を通過した場合のみ、Pinkoiで販売可能となる。PinkoiはECサイト事業の他、ワークショップ、文化創造産業への投資などのサービスをグローバルに展開している。アジアを中心としたデザイン市場のビジネスエコシステム（事業生態系）を広げ、国を越えた理想的なライフスタイルを提案できるサービスを目指している。
2016年3月、日本のハンドメイドマーケット「iichi」と資本業務提携し、Pinkoiはiichiの筆頭株主となった。iichiの他の出資社は博報堂、株式会社博報堂DYメディアパートナーズである。さらに2016年開催されたTOKYO DESIGN WEEKを機に、PR01.(H.P.FRANCE）と業務提携した。
2020年2月、海外通販サイト「Pinkoi」を運営する日本の会社はPinkoi Japan株式会社から、親会社であるピンコイ株式会社に変更。Pinkoi Japan株式会社はiichi株式会社に社名変更した。
Pinkoiでは審査を通過した場合、出品料は無料で、成約手数料は（商品価格+送料）×15%+15台湾ドル、決済・振込手数料である。また、台湾の営業税法に基づき、成約手数料に5%の営業税が加算される。